# Das Leben der Wünsche
Das Leben der Wünsche ist ein Roman von Thomas Glavinic. Er erschien 2009 im Carl Hanser Verlag.
Der Roman erzählt die Geschichte von Jonas, einem 35 Jahre alten Werbetexter, verheiratet und Vater zweier Söhne, der von einem Unbekannten das Angebot erhält, dass er drei Wünsche frei habe. Zwischen Ehe, Familie und Liebesabenteuern erweisen sich die Wünsche zunehmend als wirkungsmächtig, zum Teil als beglückend, zum Teil als zerstörerisch. Glavinic entwickelt das alte Märchenmotiv vor allem psychologisch: Jonas entdeckt mit der Wirkung seiner Wünsche verborgene Seiten an sich, die zum Teil in Gewalt und Zerstörung, zum Teil heilsam und erotisch wirksam werden.
Der Roman war auf der Longlist zum Deutschen Buchpreis 2009.

## Inhalt
Der Roman beginnt mit einem klassischen Märchenmotiv: Auf einer Bank an einem Brunnen begegnet Jonas, der Protagonist des Romans, einem Fremden, der geheimste Details von Jonas’ Leben zu kennen scheint. Der Fremde verspricht Jonas, ihm drei Wünsche zu erfüllen. Anders als im Märchen steht Jonas aber keine schöne Fee, sondern eine zweifelhafte Mephistopheles-Figur gegenüber, ein weißgekleideter, schlecht rasierter Mann mit Goldkettchen, Sonnenbrille und Bierfahne. Jonas formuliert schließlich:
„Ich wünsche mir, dass sich alle meine Wünsche erfüllen.“(S. 14) Und verzichtet auf weitere Wünsche.
Vorher jedoch hat er einige Wünsche angesprochen, eher fakultativ und unbestimmt, die sich im Verlauf des Romans als wirkungsmächtig erweisen. Ein Teil der Wünsche kreist um die Frage nach dem Sinn von Leben und Tod. Jonas möchte aber auch erfahren, wie es ist, knapp einem Unglück zu entgehen, will aktiver sein, will wissen und verstehen, will reicher sein, will einen Feind vernichten, den er nicht zu haben glaubt. Im Weggehen weist der Fremde Jonas auf einen Unterschied hin: Es gehe nicht um das, was er punktuell wolle, sondern um Wünsche,(S. 15) also um eine tiefere Ebene des Wollens und Begehrens.
„Was geschieht, wenn plötzlich alle Träume wahr werden? Dann bleiben immer noch die unbewussten – und unkontrollierbaren – Wünsche.“
„Was man wollen soll, kann der Verstand regulieren, die Welt des grenzenlosen Wünschens aber ist unregierbar, man kann es „Trieb“ oder „Unbewusstes“ nennen.“
Im Weiteren erlebt der Leser Jonas im Kreise seiner Familie mit seiner Frau Helen, die davon träumt, ihren Bürojob aufzugeben und eine Fair-Trade-Boutique zu führen, und den Söhnen Chris (Wachstumsstörung) und Tom. Meist ist Jonas  abwesend und nur halb am Familienleben beteiligt, weil seine Gedanken um seine Geliebte Marie kreisen. Auch Marie, Angestellte einer Fluggesellschaft, ist verheiratet mit Apok, hat einen Sohn. Beide haben nicht den Mut, aus ihren Familien auszubrechen, treffen sich heimlich, halten per SMS Kontakt.
Zunächst scheint das mit den Wünschen nicht zu funktionieren, ein Los erweist sich als Niete und auch der Weltfriede bleibt aus.(S. 26 f.) Jonas bleibt zunächst der kleine Werbetexter in der Agentur „Drei Schwestern“. Aber Jonas Aktien beginnen zu steigen, die börsennotierten ebenso wie die Internetbewertungen seiner erotischen Attraktivität. Plötzlich beobachtet Jonas eine Reihe seltsamer Unfälle. Seine Ehefrau Helen stirbt und auch der Ehemann seiner Geliebten verschwindet als Kriegsfreiwilliger in Richtung Ossetien. Ein Flugzeug, das Jonas gebucht und im letzten Augenblick nicht bestiegen hatte, stürzt ab, niemand an Bord überlebt. Die Wunschmaschine beginnt zu arbeiten. Jonas Sohn Chris überwindet überraschend seine Wachstumsstörung, Anne, Jonas Exfreundin, wird von unheilbarem Leberkrebs geheilt.
Am Ende des Romans macht sich Jonas gemeinsam mit Marie auf die Suche nach dem Paradies am Meer.

## Motive

### 3 Wünsche
Das Motiv der drei Wünsche zieht sich vielfältig durch Märchen und Literatur bis hinein in die moderne Alltagskultur. Selten ist dabei das Motiv Glavinics ausgeführt worden, dass der Wünschende wünscht, in Zukunft mögen alle seine Wünsche verwirklicht werden. Meist sind den Wünschen explizit oder implizit Grenzen gesetzt. Aber wie im Märchen hat das Wünschen seine dunklen Seiten: Falsche oder nicht durchdachte Wünsche werden zur Bedrohung für den Wünschenden, als Beispiel sei König Midas genannt, der gewünscht hatte, alles, was er berühre, solle sich in Gold verwandeln. Eine andere Bedrohung für den Wünschenden geht davon aus, dass der Wünschende sich keine Grenzen setzt und dafür bestraft wird. Paradigmatisch hierfür ist das Märchen Vom Fischer und seiner Frau der Brüder Grimm. Jonas’ Wünsche wenden sich ins Zerstörerische eher im Sinne Freuds, der im Realwerden geheimer Wünsche ein Charakteristikum des Unheimlichen sah. Es sind unbewusste Aggressionen und Ängste der Nacht, die die Wünsche im Roman zunehmend ins Bedrohliche wachsen lassen.

### Elektronische Kommunikation
Ein Motiv des Romans sind die Kommunikationsmittel des Jahres 2009: Der Kontakt zwischen Jonas und seiner Geliebten erfolgt zum großen Teil per SMS, ist daher verkürzt, verstümmelt, knapp.(vgl. etwa S. 19 ff.) Jonas lässt seine erotische Attraktivität auf dem fiktiven Internetportal „amisexy.com“(S. 42) bewerten. Der Kollege Sondheimer in der Werbeagentur treibt sich „als bisexuelle Zwanzigjährige in Chatrooms“(S. 34) herum und spielt Internet-Kartenspiele.

### Jonas-Figur
Der Protagonist trägt denselben Namen wie der Held von Glavinics Roman „Die Arbeit der Nacht“ aus dem Jahr 2006 und auch seine Geliebte heißt wiederum Marie. Damals fand sich der Held plötzlich allein auf der Welt vor, machte sich auf die Suche nach den verschwundenen Anderen und ihren Spuren und fand doch nur sein Alter Ego, eine dunkle Seite, die in der Nacht erwachte, und ohne Wissen des bewussten Ichs plante, träumte und handelte.
„Schon damals suchte er die Zähigkeit der Zeit zu überwinden, schon damals entdeckte er, dass ein Teil seiner selbst ein rätselhaftes Eigenleben führte, wenn der andere schlief. Und auch damals hieß die Einzige, die ihn, wenigstens einen seligen Moment lang, von sich selbst erlösen konnte, Marie.“
Auch die Figur des biblischen Propheten Jona hat für die Hauptfigur des Wunschromans Pate gestanden.
„Jonas, nicht von ungefähr ein Namensvetter jenes Propheten, der sich Gottes Auftrag widersetzte und auf seiner Flucht übers Meer von einem großen Fisch verschluckt wurde, ist auserwählt und verdammt zugleich: ‚Er hatte das Gefühl, ein Fremdling auf Erden zu sein, jemand, der nicht zu den Menschen gehörte, die ihn umgaben.‘“

## Rezeption
Felicitas von Lovenberg lobt in ihrer Rezension den „eigenen, einleuchtenden Ton“ des Romans, „nüchtern und bei allem Bitterernst auch nonchalant, ein Ton, der das Bizarre nicht nur als real, sondern auch als normal begreift“. Sie sieht in Jonas einen extremen Existentialisten, einen Sinnsucher und Zweifler, der befürchte, dass wir in einer Art Computersimulation lebten, und der gleichzeitig hoffe, dass Gott ein menschliches Antlitz trage.
„Was hatte Jonas sich zu Beginn gewünscht? „Ich hätte gern mehr über den Tod gewusst, ehe ich sterbe.“ Und: „Ich hätte vielleicht gern gewusst, wie es ist, knapp davonzukommen.“ Schließlich: „In Zukunft oder Vergangenheit schauen.“ Als sich ihm all diese so menschlichen wie vermessenen Wünsche erfüllen, ist es zu spät, sie zurückzunehmen. Und ohne dass es gesagt werden muss, begreift man: Die einzige Möglichkeit, die fatale Entwicklung aufzuhalten, liegt in der Wunschlosigkeit. Welche Schlüsse er daraus ziehen will, bleibt dem Leser überlassen. Glavinic geht es nicht um Moral. Ihm geht es um den Verlust aller Sicherheiten – und das, was danach kommt. In „Das Leben der Wünsche“ hat er es herausgefunden.“
Wolfgang Tischer lobt „das wunderbar dunkle neue Buch“ aufgrund seiner „nüchternen und beschreibenden Sprache“, die an den Roman „Die Arbeit der Nacht“ anknüpfe. Tischer hebt die enge Verbindung der beiden Romane hervor und betont das Unheimliche, das die Texte erschließen: „... denn irgendwann ziehen in der Geschichte die dunklen Schatten auf und sie reißen den Leser mit hinab in die Abgründe, die die Hauptperson erreichen wird.“
Uwe Wittstock bewertet den Roman in der Welt kritischer: „...seine Versuchsanordnung überzeugt nicht durchweg.“ Wittstock sieht den Roman als literarisches Experiment, das wesentlich eine Frage durchspiele: „Was geschieht, wenn für einen Romanhelden plötzlich alle Wünsche wahr werden?“ Die Schattenseite dieses Versuchs sieht Wittstock vor allem darin, dass der Leser lange vor der Hauptfigur begriffen habe, „wie der Hase läuft“.
„Glavinic ist ein fähiger Erzähler, und es gelingt ihm, mit allerlei rätselhaften Andeutungen und überraschenden Wendungen auch dann noch für Spannung zu sorgen, wenn man das Erzählprinzip längst durchschaut hat. Ein wenig fad und schmalspurig kommt einem Jonas dennoch vor. Wie schon in „Die Arbeit der Nacht“ wird er von spätpubertären Fantasien verfolgt, in denen er die Rolle eines Auserwählten spielt, eines Mannes, der knapp irgendwelchen Schicksalsschlägen entkommt oder als einziger schreckliche Unglücksfälle überlebt.“
Wittstock sieht in Jonas die Weltsicht „des narzisstischen Charakters“, der seine Mitmenschen nicht wirklich wahrnehme. „Viel zu lachen hat der Leser bei all dem nicht.“
Gerrit Bartels sieht „Das Leben der Wünsche“ als gelungener an als den Vorgänger „Die Arbeit der Nacht“. Er sieht durch die offenen Wünsche jeden kleinen „Vorfall in Jonas’ Leben .. mit Bedeutung aufgeladen“
„Jonas will das Alte jetzt nicht mehr wiederherstellen, sondern abstreifen. Er versucht, der Fremdheit seines Lebens zu entkommen, etwas Eigenes zu entwickeln. Nur weiß er nicht, ob er die Kontrolle über sein Leben hat. Oder ob ihn jemand kontrolliert? Er weiß nicht, wie frei er in seinen Gedanken, Wünschen und Entscheidungen wirklich ist, was überhaupt für Obsessionen in ihm schlummern. Und wie sicher die vermeintlichen Sicherheiten seines Lebens sind.“
Bartels lobt die klare, schnörkellose Sprache und den Spannungsbogen. Die letzten, katastrophischen Kapitel kritisiert er allerdings als „etwas zu großtuerisch“, hier sieht er das Konstrukt einer Verbindung von Paradies und Apokalypse für „zu lax“ konstruiert.
Gustav Seibt sieht, anders als die anderen Rezensenten, sprachliche Schwächen, „sonderbar gestelzt natürlich sein sollenden Dialoge, vor allem zwischen der Hauptfigur und seiner Geliebten“. Andererseits lobt er angesichts des mathematisch-theologischen Konstrukts „beachtlichen Einfallsreichtum“ und „atmosphärische Kraft“ der Durchführung.

## Text
Thomas Glavinic: Das Leben der Wünsche. (Roman), Carl Hanser Verlag, München 2009, ISBN 978-3-446-23390-4
Gebunden, 320 Seiten